# Бујар Идризи
Бујар Идризи (алб. Bujar Idrizi; Подујево, 11. децембар 1991) албански је фудбалер са Косова и Метохије. Игра на позицији одбрамбеног играча, а тренутно наступа за Лапи.

## Статистика
Ажурирано 23. маја 2018.
| Клуб       | Сезона   | Лига                       | Лига    | Лига   | Национални куп | Национални куп | Европа  | Европа | Остало  | Остало | Укупно  | Укупно |
| Клуб       | Сезона   | Дивизија                   | Наступи | Голови | Наступи        | Голови         | Наступи | Голови | Наступи | Голови | Наступи | Голови |
| ---------- | -------- | -------------------------- | ------- | ------ | -------------- | -------------- | ------- | ------ | ------- | ------ | ------- | ------ |
| Трепча ’89 | 2015/16. | Суперлига Републике Косово | 30      | 1      | 0              | 0              | —       | —      | —       | —      | 30      | 1      |
| Лапи       | 2016/17. | Суперлига Републике Косово | 29      | 1      | 1              | 0              | —       | —      | —       | —      | 29      | 1      |
| Кукеси     | 2017/18. | Суперлига Албаније         | 25      | 1      | 6              | 0              | 0       | 0      | 0       | 0      | 31      | 1      |
| Каријера   | Каријера | Каријера                   | 84      | 3      | 7              | 0              | 0       | 0      | 0       | 0      | 91      | 3      |